# Roaratorio
Roaratorio is een Amerikaans platenlabel voor experimentele muziek, geïmproviseerde muziek en jazz. Het is gevestigd in Minneapolis, Minnesota. Op het label zijn albums uitgekomen van onder andere Steve Lacy, Pauline Oliveros (onder meer een plaat met de groep Reynols), Curlew, George Cartwright (een cd met Davu Seru en een met Andrew Broder), Paul Metzger, Joe McPhee (onder andere een plaat met Chris Corsano), Rodd Keith en Jeff Fuccillo.